# Nagyhuta, Borsod-Abaúj-Zemplén
Nagyhuta (în slovacă Veľka Huta) este un sat în districtul Sátoraljaújhely, județul Borsod-Abaúj-Zemplén, Ungaria, având o populație de 67 de locuitori (1 ianuarie 2015).

## Demografie
Componența etnică a satului Nagyhuta
     Maghiari (75%)
     Slovaci (25%)
Componența confesională a satului Nagyhuta
     Necunoscută (100%)
Conform recensământului din 2011, satul Nagyhuta avea 82 de locuitori. Din punct de vedere etnic, majoritatea locuitorilor (75,0%) erau maghiari, cu o minoritate de slovaci (25,0%). . Pentru 100,0% din locuitori nu este cunoscută apartenența confesională.